# Palais Vladimir
Le palais Vladimir (russe : Влади́мирский дворе́ц, Vladimirsky dvorets) est un palais de style néo-renaissance bâti le long de la Neva, à Saint-Pétersbourg, en Russie. Il s'agit de la dernière résidence construite pour un membre de la famille impériale dans la capitale. 

## Histoire
Conçu par une équipe de plusieurs architectes (Vassili Kenel, Alexandre Rezanov, Andreï Huhn, Hieronymus Küttner et Vladimir Schröter) pour le grand-duc Vladimir Alexandrovitch de Russie, deuxième fils de l'empereur Alexandre II, le palais Vladimir voit sa construction s'étendre de 1867 à 1872. Il est situé face à la rive sud de la Neva, comme le Palais d’Hiver et le Palais de Marbre : en effet l’emplacement sur le quai du Palais était extrêmement prisé par l’aristocratie russe. 
Le palais abrite l'Académie scientifique Maxime-Gorki après la Révolution d'Octobre. 

## Description
La façade néo-renaissance, richement ornée de rustications en stuc, a été inspirée d’après les palais de Florence tels le palais Strozzi.

Le palais et ses dépendances renferment quelque 360 pièces, toutes décorées dans des styles historiques éclectiques : néo-Renaissance (salle de réception, salon), néogothique (salle à manger), néo-russe (salle du chêne), rococo (salle blanche), style byzantin (bureau), Louis XIV, styles orientaux... Cette ornementation intérieure est considérée par les historiens de l’art, comme Nikolay Punin, comme un monument majeur de la passion du XIXe siècle pour l’historicisme. Le grand-duc Vladimir a décoré ses appartements avec sa collection de peintures russes des meilleurs artistes de son temps, tels que Ilia Répine, Ivan Aivazovski, Feodor Bruni, Vasili Vereshchagin, Ivan Kramskoy, Mikhail Vroubel, Nikolai Sverchkov et Rudolf Ferdinandovich Frentz.  

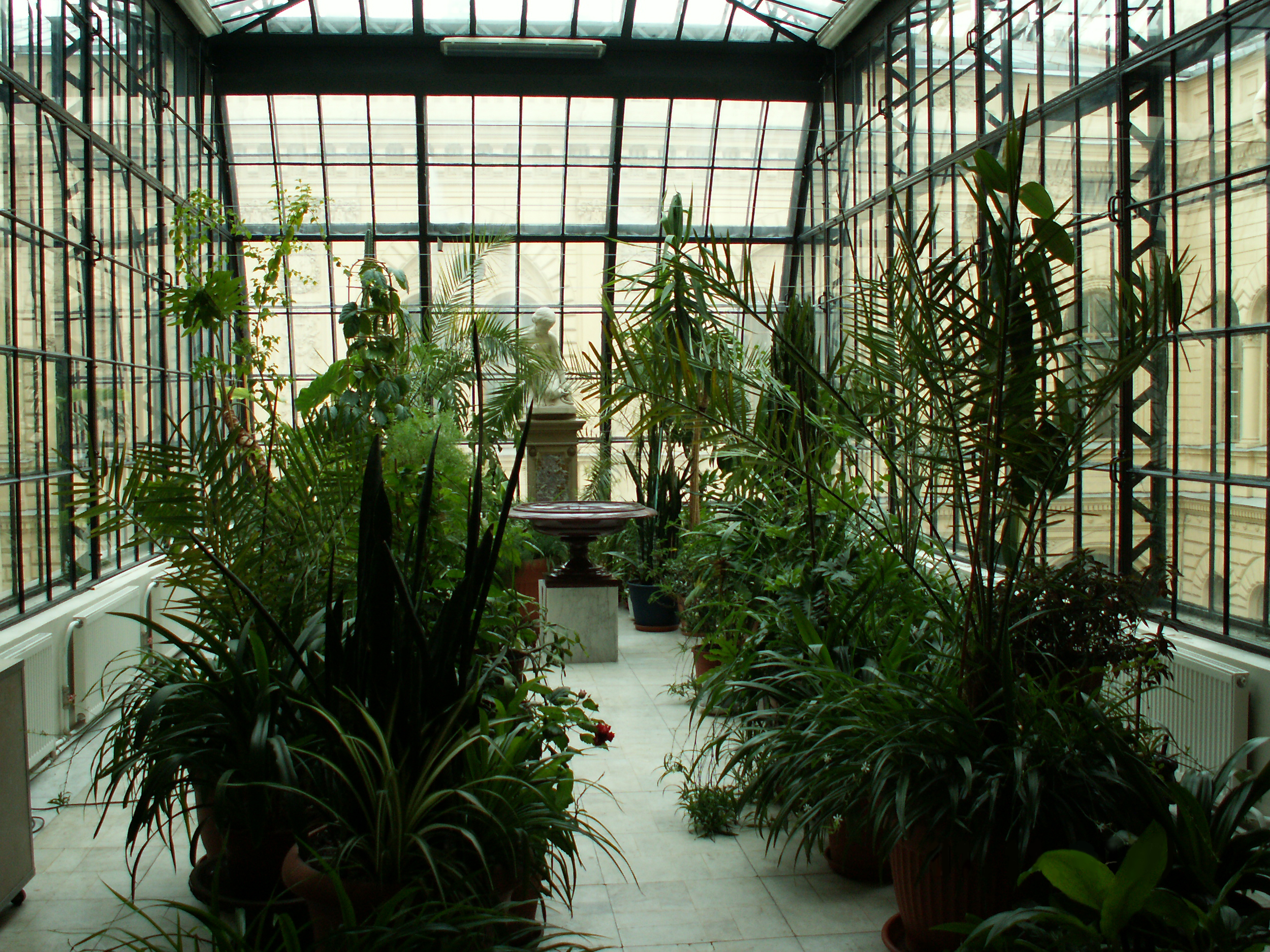
Jardin d'Hiver
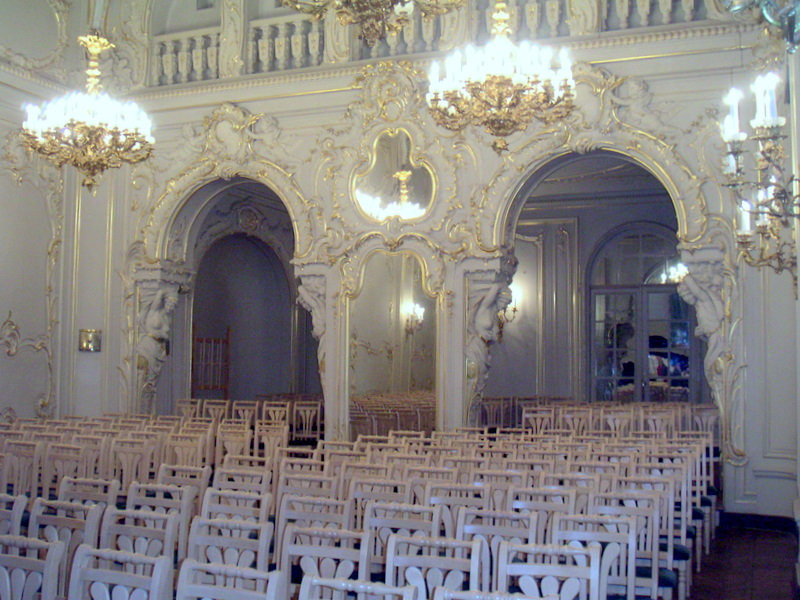
Salle blanche
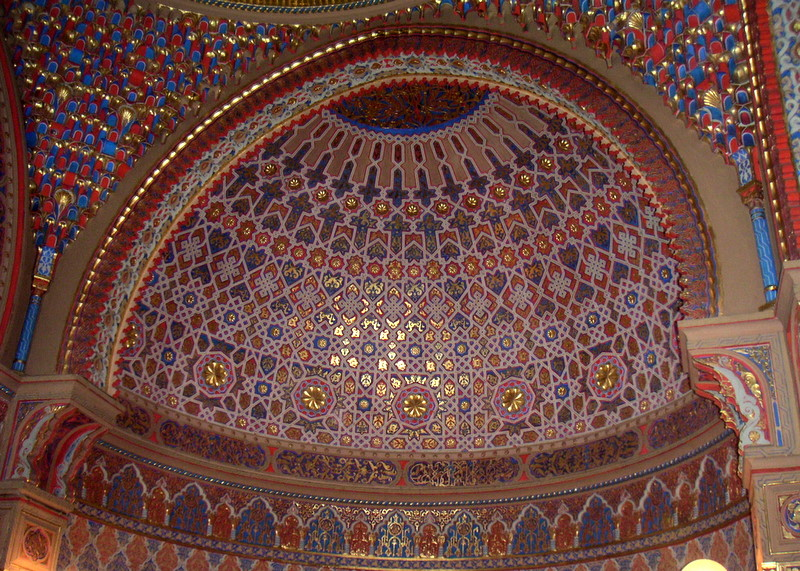
Salle persane
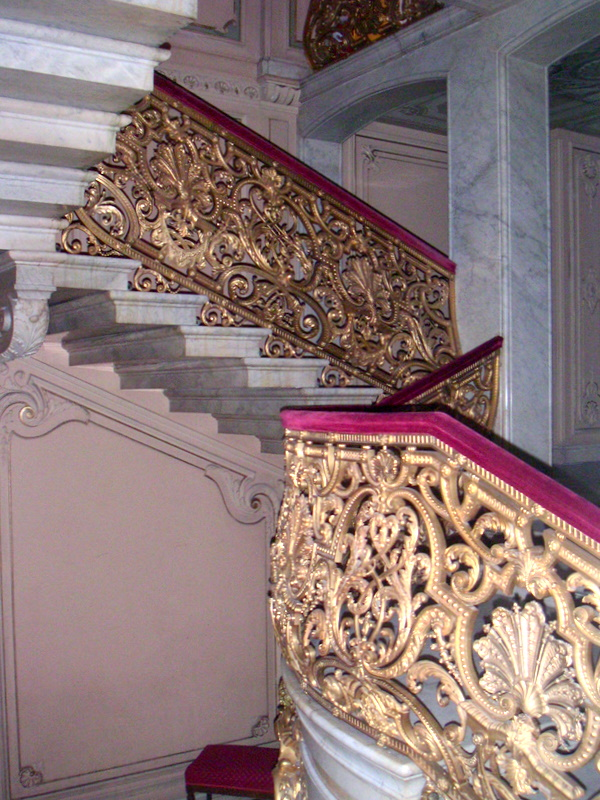
Escalier d'honneur doré
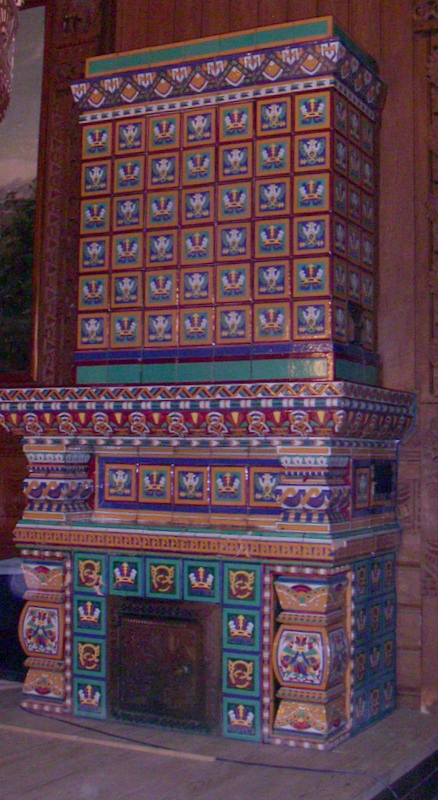
Poële en faïence
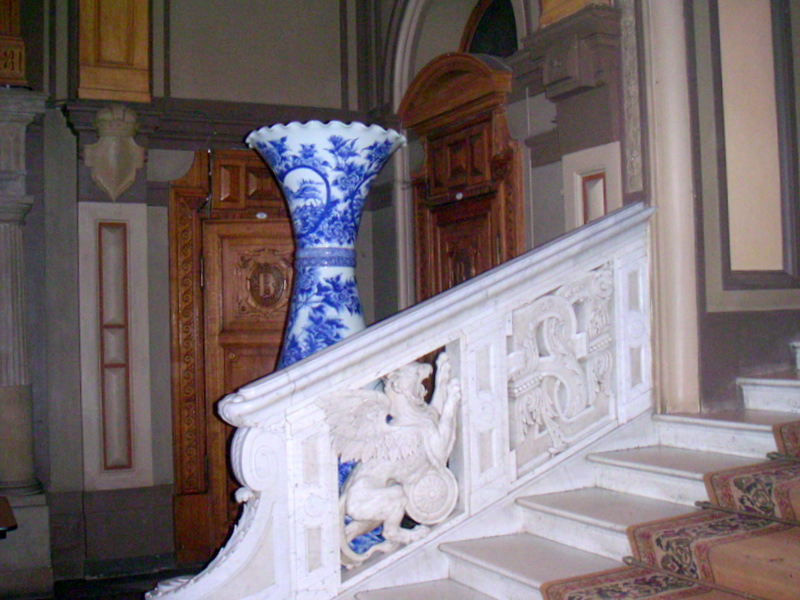
Escalier en marbre